# Maurice Arnoux
Maurice Arnoux (ur. 7 września 1895 w Montrouge, zm. 6 czerwca 1940, zaginął podczas akcji) – francuski pilot, podporucznik Francuskich Sił Powietrznych, kawaler Legii Honorowej.
Służbę wojskową rozpoczął w grudniu 1914. Służył początkowo jako kierowca w MF99 w Serbii, rozpoczął szkolenie lotnicze w Dijon w lutym 1916. Odebrał Pilot's Brevet trzy miesiące później, służył w GDE i MF55, zanim wstąpił do N49 jako pilot w kwietniu 1917. 
Pozostał w tej eskadryli (później Spa49) latając na Nieuports i SPAD do końca wojny. 
Będąc dowódcą podczas II wojny światowej, zginął w akcji po wznowieniu kariery jako pilot bojowy.
Walczył w składzie MF55, MF99; N49, Spa49; odniósł 5 zwycięstw.

## Odznaczenia
- Legia Honorowa;
- Médaille militaire;
- Krzyż Wojenny (Francja)[1] .